# Historischer Stadtkern (Deidesheim)

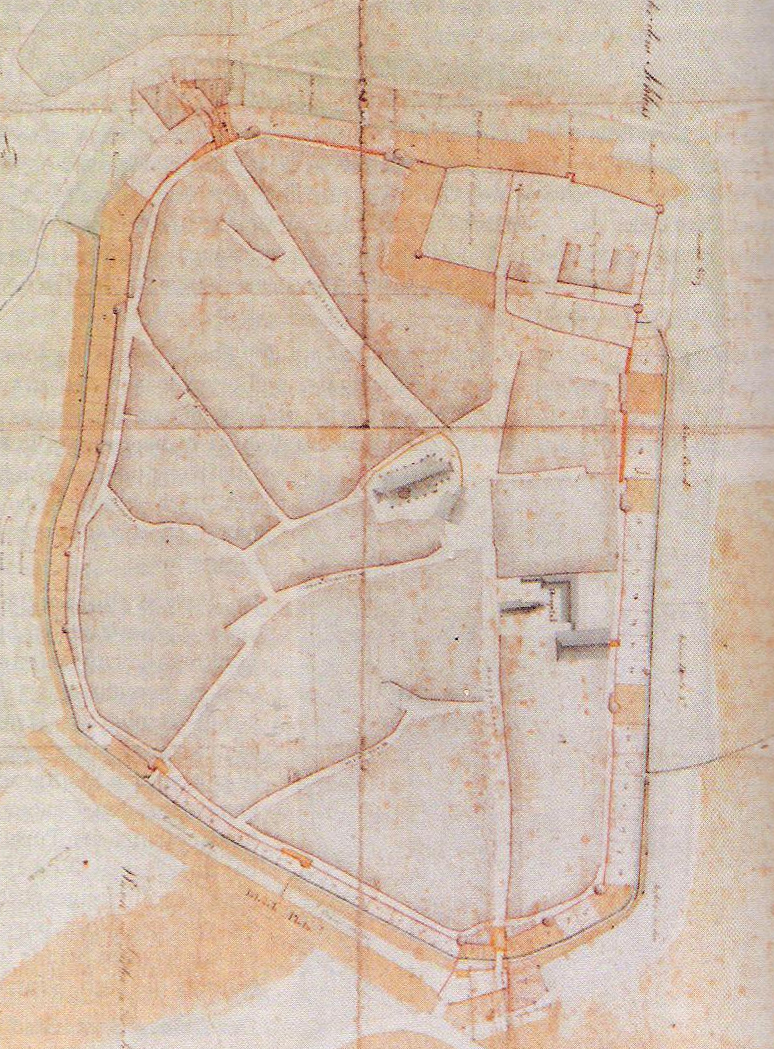
Grundriss Deidesheims aus dem Jahr 1818. Man erkennt die Stadtbefestigung und die Grobstruktur des Ortes, wie sie sich seit der Entstehung der Siedlung entwickelt und bis heute fast genauso erhalten hat.

Der  Historische Stadtkern der pfälzischen Landstadt Deidesheim umfasst die Fläche des mittelalterlichen Stadtgebietes, die früher von der Deidesheimer Stadtbefestigung eingeschlossen wurde. Der Stadtkern ist seit 1991 nach dem Denkmalschutzgesetz des Landes Rheinland-Pfalz als Denkmalzone ausgewiesen und gilt wegen der Vielfalt und Qualität des Baubestands als eines der bedeutendsten Kulturdenkmäler im Landkreis Bad Dürkheim.

## Entwicklung, Struktur und Baubestand
Die Siedlung des heutigen Deidesheims ist vermutlich im 9./10. Jahrhundert entstanden, und der Marktplatz, die Kirche und das Rathaus bildeten den ursprünglichen Kern des Ortes. Die Besiedlung erfolgte zunächst – wie es typisch für ein Einstraßendorf ist – entlang der heutigen Weinstraße. Von hier aus breitete sich die Besiedlung dann Richtung Westen aus. Die Heumarktstraße ist wahrscheinlich die älteste Straße dieses zweiten Entwicklungsabschnitts. Im Nordosten des Zentrums wurde im 12./13. Jahrhundert die fürstbischöflich-speyerische Burg errichtet, in deren direktem Umfeld es keine Siedlungstätigkeit gab, sondern Richtung Osten nur unmittelbar entlang der heutigen Weinstraße. Ab 1360 wurde mit dem Bau der Stadtbefestigung unter Einbeziehung der Burg begonnen, und bis um das Jahr 1818 griff der Siedlungsbau nicht über die Stadtmauer hinaus aus, wie der Grundriss der Stadt aus dem Jahr 1818 zeigt. Mit Ausnahme der Wassergasse, die 1868 angelegt wurde, sowie der Schloßstraße, war das Netz aus Straßen und Gassen damals identisch mit demjenigen des heutigen Stadtkerns. Im Wesentlichen blieb die Grobstruktur des Stadtkerns mindestens seit Anfang des 19. Jahrhunderts also unverändert.
Auch was die Feinstruktur des Ortskerns anbelangt, ist dessen Parzellierung beinahe noch genauso, wie sie es zu Anfang des 19. Jahrhunderts gewesen ist. Dies kann man anhand eines Abgleichs mit einem Katasterblatt von 1830 erkennen, der im Katasteramt Bad Dürkheim vorliegt. Es finden sich an der Pfarrgasse, der nordwestlichen und mittleren Heumarktstraße, im Norden der Weedgasse, sowie an der südlichen und südwestlichen Weinstraße größere Anwesen mit noch nicht verbauten Garten- und Hofflächen. Diese Flächen waren früher Allmende, die zu dem Zweck freigehalten wurden, im Falle einer Belagerung der Stadt die Bevölkerung versorgen zu können. Sie wurden später in die größeren Anwesen des Ortes integriert. Die Wohnhäuser dieser größeren Anwesen sind in ihrer Mehrzahl traufständig orientiert. Demgegenüber stehen die kleinteilig parzellierten Wohngegenden der sozial niederen Schichten, beispielsweise im südwestlichen Teil der Heumarktstraße und der Weedgasse, deren Häuser zumeist giebelständig ausgerichtet sind.
In der Denkmalzone gibt es viele denkmalgeschützte Einzelobjekte, die sich nicht nur entlang der Weinstraße befinden, sondern sich auf der ganzen Fläche des mittelalterlichen Stadtkerns verteilen. Wegen der massiven Zerstörungen, die Deidesheim infolge von Kriegen – insbesondere infolge des Pfälzischen Erbfolgekriegs und der Koalitionskriege – erfahren musste, stammt der überwiegende Teil dieser Objekte aus der Mitte des 18. Jahrhunderts und dessen zweiten Hälfte, in dem Deidesheim einen wirtschaftlichen Aufschwung erlebte, aber auch aus dem 19. Jahrhundert – dazu zählen zum Beispiel vornehme klassizistische Gebäude (Weingut Julius Ferdinand Kimich, Dienheimer Hof). Ebenso finden sich hier auch Gebäude aus dem 12./13. Jahrhundert und solche, die seit dem 15. Jahrhundert errichtet wurden. Die mit Jahreszahlen bezeichneten Schlusssteine zahlreicher – auch als Einzeldenkmäler eingestufter – Torfahrten im Stadtkern Deidesheims zeugen davon, wie oft Deidesheim nach Kriegszerstörungen wieder aufgebaut werden musste und wie lange sich der Wiederaufbau hinzog.

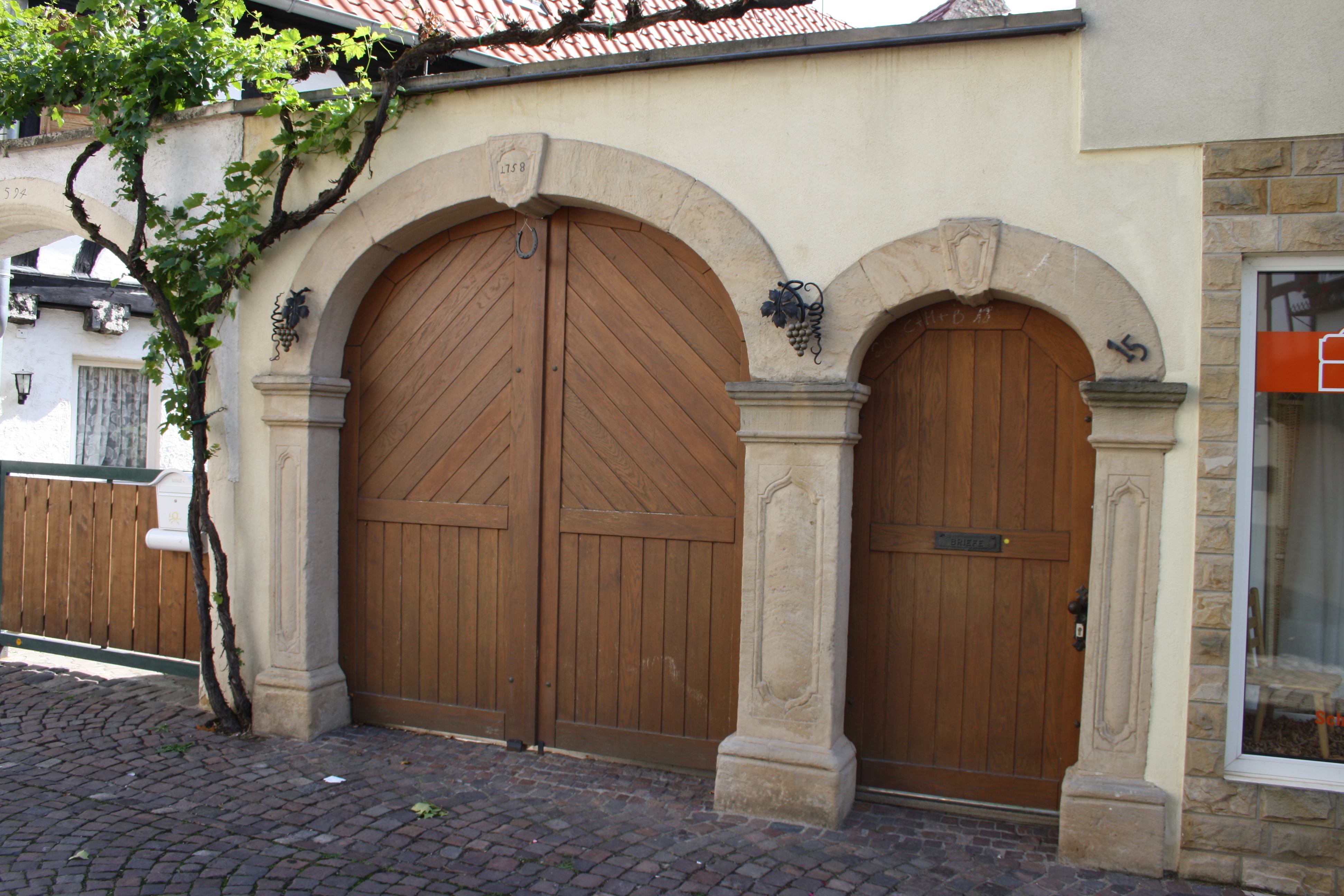
Toranlage, 1715
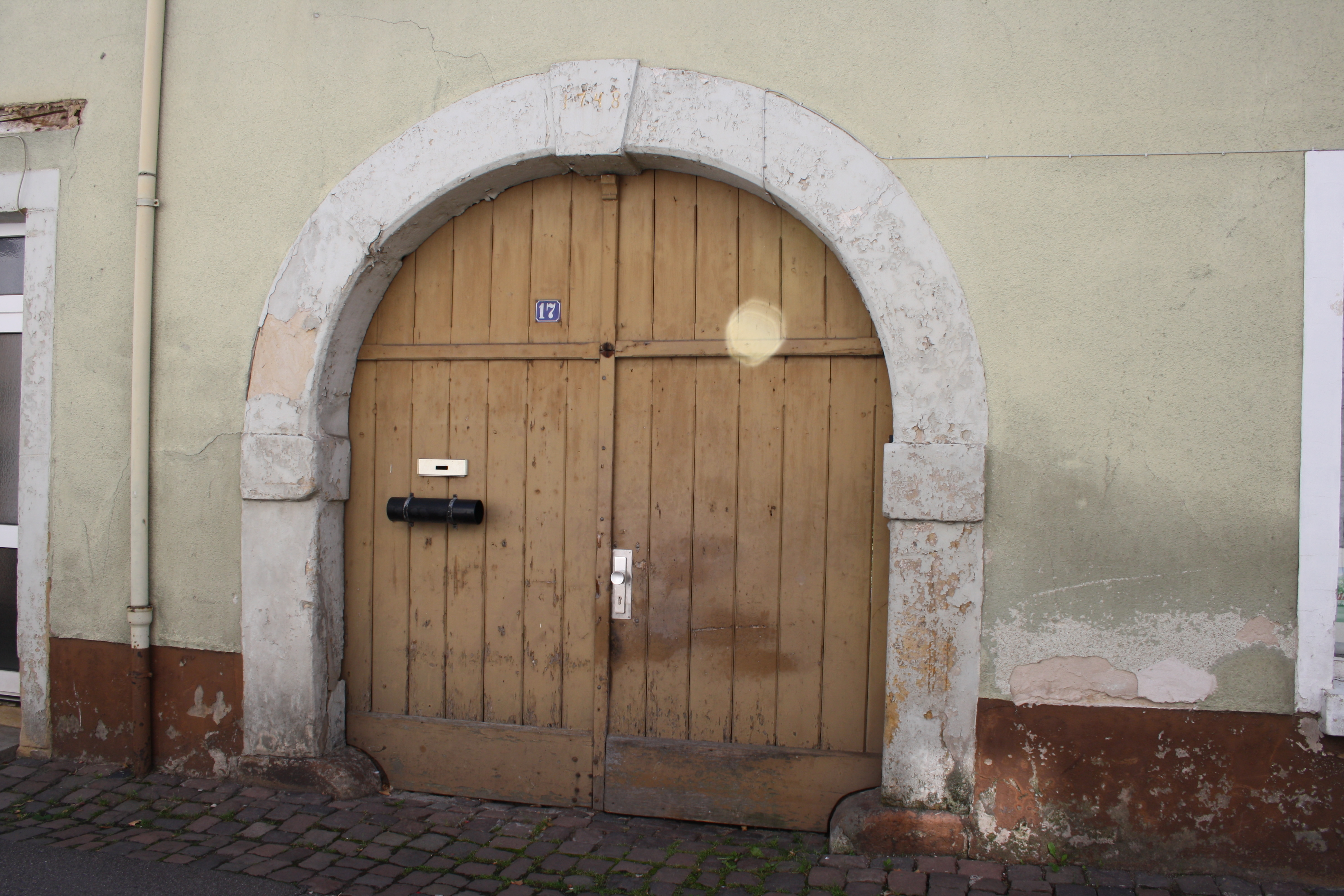
Torfahrt, 1748
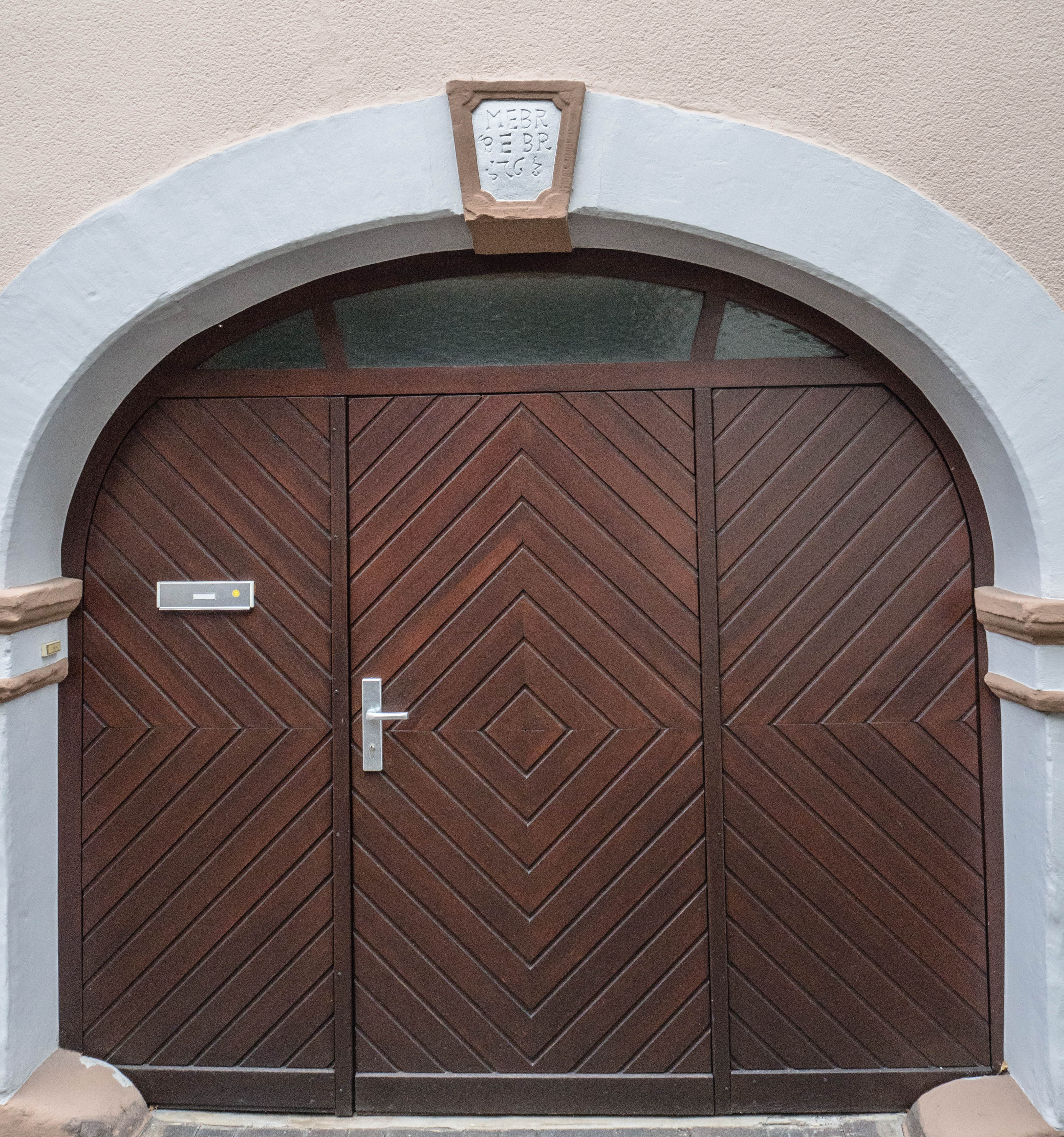
Torfahrt, 1763
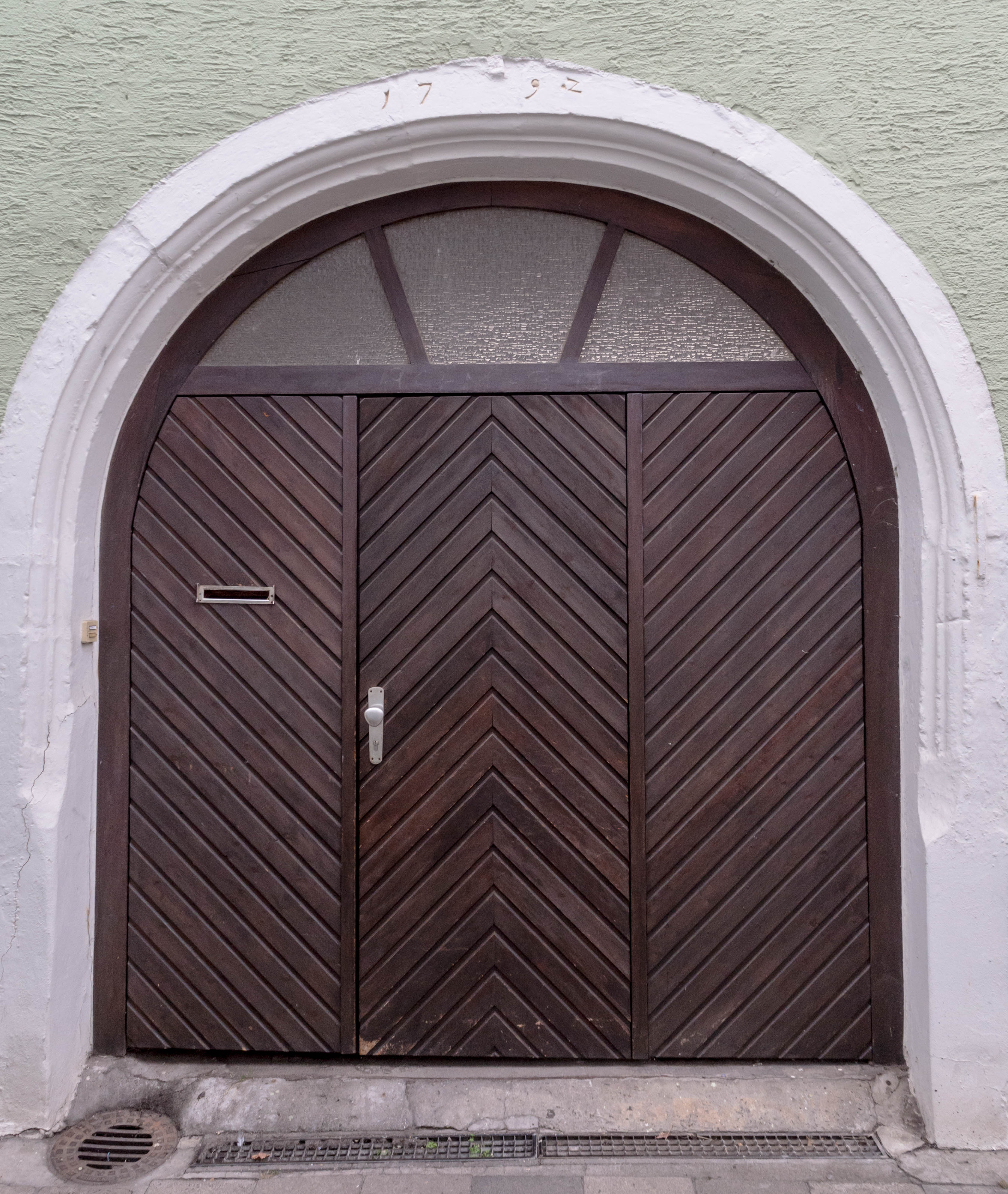
Torfahrt, 1792